# Гусаков Єпіфаній Арсенійович
Єпіфаній Арсенійович Гусаков (12 травня 1850 — 14 березня 1916) — генерал від інфантерії російської армії українського походження.

## Біографія
Єпіфаній Гусаков (Гусак) народився 12 травня 1850 року в купецькій православній родині у селі Воловодівка, Брацлавського повіту, Подільської губернії. Батько — Арсеній Гусак, землевласник, купець другої гільдії.
Навчався в Немирівській чоловічій гімназії. Військову освіту здобув у Костянтинівському артилерійському училищі (1873) та Миколаївській академії Генерального штабу (1881).
Учасник Російсько-турецької війни 1877—1877 років на європейському театрі воєнних дій. У 1877 році отримав важке поранення правої ноги.
Після закінчення навчання в академії Гусакова було переведено до генерального штабу з призначенням на посаду обер-офіцера для особливих доручень при штабі 5-го армійського корпусу.
Протягом 23 років служив на різних посадах у Варшавському військовому окрузі, був відповідальним за переміщення військ.
З 14.01.1891 по 15.01.1892 — проходив «цензове» командування батальйоном у лейб-гвардії Литовському полку.
З 26.03.1892 по 5.02.1898 — начальник штабу 18-ї піхотної дивізії.
З 05.02.1898 по 6.10.1899 — командир 70-го Ряжського піхотного полку.
З 1899 по 1910 рік був комендантом Зегржської, Івангородської та Кронштадтської фортець.
26 серпня 1911 року отримав звання генерала ввід інфантерії та звільнений зі служби з мундиром і пенсією.
Помер 14 березня 1916 року. Похований на Другому Християнському цвинтарі в Одесі.

## Нагороди
- Орден Святої Анни 4-й ст. (1878);

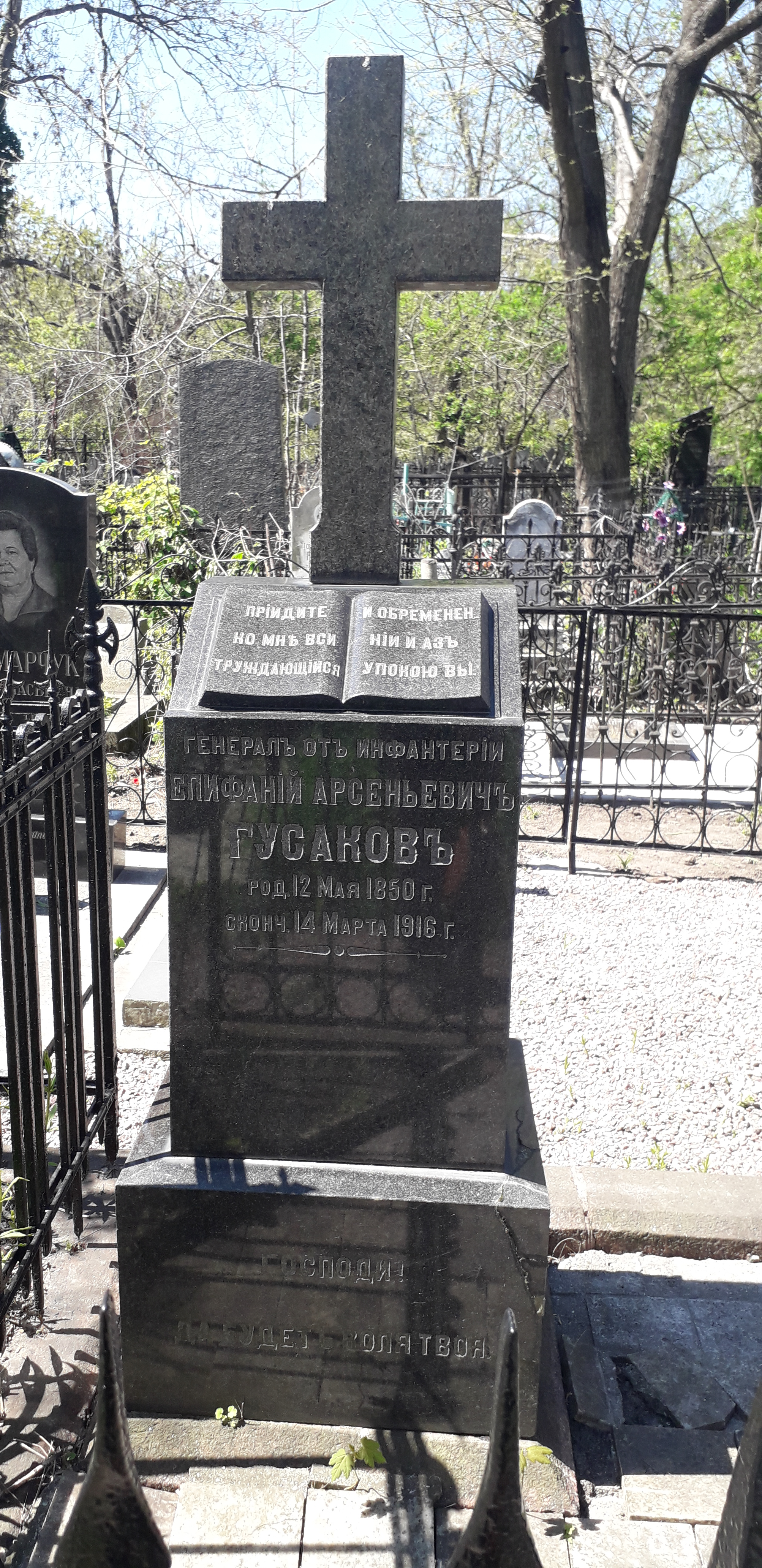
Надгробний пам'ятник на могилі Єпіфанія Гусакова

- Орден Святого Станіслава 3-й ст. з мечами і бантом (1878);
- Орден Святої Анни 3-й ст. (1883);
- Орден Святого Станіслава 2-й ст. (1887);
- Орден Святої Анни 2-й ст. (1894);
- Орден Святого Володимира 4-й ст. (1896);
- Орден Святого Володимира 3-й ст. (1903);
- Орден Святого Станіслава 1-й ст. (1909);